# Преконошка пећина
Преконошка пећина је пећина и споменик природе у источној Србији. Пећина је удаљена око 5 километара од Сврљига, у западном делу Сврљишких планина, у близини села Преконога по коме је и добила име. Пећина се налази на око 700 метара надморске висине. Изнад улаза је се налази вертикални кречњачки одсек који је висок око 20 метара, а испод велики сипар који се спушта све до дна. Накит у овој пећини је веома разнолик и богат. У Преконошкој пећини је отривено праисторијско оруђе, на основу чега се закључује да су у њој живели пећински људи.

## Локација
Преконошка пећина се налази на територији источне Србија, северне падине масива Сврљишких планина, на територија општине Сврљиг, атар села Преконоге.

## Историја
Пећина је била станиште праисторијског човека, на основу проналазака праисторијског оруђа, али није била станиште човека само, већ и животиња јер су у пећини пронађени остаци пећинског медведа, пећинског лава, пећинске хијене, козорога и лисице. Сечиво од окресаног камена указује да су људи насељавали пећину током периода палеолита, док се друге две пронађене алатке приписују неандерталској популацији.
Поред Јована Цвијића, Јосифа Панчића, Јована Жујовића и других, пећину је истраживао и Феликс Каниц. Да је пећина вредно туристичко благо увидео је и краљ Милан Обреновић, након што је прочитао чланак Трагови праисторијског човека у Србији Феликса Хофмана из 1882. године, након чега је његовом одлуком пећина постала туристичка дестинација и прва пећина отворена за туристичке посете у Србији.
Пећина је под заштиту стављена 1949. године. Међу првим пећинама у Србији je припремана за уређење 1966. године.

## Одлике
Пећина је на улазу ниска, а у неким деловима је једино четвороношке могуће проћи и тај део је због утицаја спољашње климе сиромашан пећинским накитом и такав је све до највећег пећинског проширења које се зове Дворана. Пред Двораном почињу да се јављају игличасти и цевасти сталактити и ту пећина постаје виша. Наредни делови пећине изгледају доста раскошније и богатије разноврсним пећинским накитом.
Сталактити у пећини су разних облика и боја, а неки чак подсећају и на корале. Један од пећинских украса у језеру висок је 2,3 метра са ширином од једног метра, док је украс који мештани називају престо при дну дебео 4,3 метра. Сталактити торњастог облика су најређи у пећини, а украс Ђердап висок је 5,5 метара и има дебљину од 3,5 метра.
Према Јовану Цвијићу, који је пећину истраживао крајем 19. века настанак пећине везан је за еволуцију Преконошке реке, која је, према Цвијићевом мишљењу текла најпре у нивоу пећине, а тек касније своје корито продубила за око 120 метара. Нико никад није истражио цео пећински систем, па се неке ствари задржавају на нивоу предпоставке.

## Режим заштите
На простору који је стављен под заштиту, у складу са чланом 49. Закона о заштити животне средине, успостављен је режим заштите II степена који предпоставља
"ограничено и строго контролисано коришћење природних богатстава док се активности у простору могу вршити у мери која омогућава унапређење стања и
презентацију природног добра без последица по његове примарне вредности.

## Управљач
Управљач заштићеног подручја Споменика природе Преконошка пећина је Општина Сврљиг.

## Галерија
- Унутрашњост пећине.
- Унутрашњост пећине.
- Унутрашњост пећине.
- Унутрашњост пећине.
- Унутрашњост пећине.
- Унутрашњост пећине.
- Унутрашњост пећине.
- Унутрашњост пећине.
- Унутрашњост пећине.
- Унутрашњост пећине.
- Унутрашњост пећине.
- Унутрашњост пећине.
- Унутрашњост пећине.
- Унутрашњост пећине.
- Унутрашњост пећине.